# Roppentzwiller
Roppentzwiller település Franciaországban, Haut-Rhin megyében. Lakosainak száma 665 fő (2022. január 1.). Roppentzwiller Steinsoultz, Muespach, Durmenach, Vieux-Ferrette és Waldighofen községekkel határos.

## Népesség
A település népessége az elmúlt években az alábbi módon változott:
| Lakosok száma | 689  | 696  | 708  | 698  | 695  | 696  | 686  | 675  | 665  |
|               | 2013 | 2015 | 2016 | 2017 | 2018 | 2019 | 2020 | 2021 | 2022 |